# Pedro Quartin Graça
Pedro Quartin Graça Simão José (Lisboa, 18 de Maio de 1962) é um jurista, professor e político português.

## Biografia
Licenciado em Direito (Ciências Jurídico-Políticas), pela Universidade de Lisboa, mestre em Sociedades e Políticas Europeias pelo ISCTE - Instituto Universitário de Lisboa e doutor em Políticas Públicas pelo mesmo ISCTE - Instituto Universitário de Lisboa, com uma tese intitulada A importância das ilhas no quadro das políticas e do direito do mar: o caso das Selvagens. É professor deste instituto, investigador do Dinâmia/CET e do CIIMAR – Centro Interdisciplinar de Investigação Marinha e Ambiental da Universidade do Porto. Anteriormente lecionou várias disciplinas jurídicas no Instituto Superior de Comunicação Empresarial, no Instituto Superior das Novas Profissões, na Universidade Atlântica, na Escola Superior de Tecnologia da Saúde do Instituto Politécnico de Lisboa
Foi, também, assessor jurídico do Conselho de Administração da TVI, diretor executivo da Ordem dos Arquitectos e secretário-geral da Associação dos Produtores/Realizadores de Filmes Publicitários e da Associação Portuguesa de Software. 
Iniciou a sua atividade política aos 12 anos de idade, no Liceu Camões, tendo sido, na universidade, membro do Conselho Fiscal da Associação Académica da Faculdade de Direito de Lisboa e membro do Conselho Diretivo da mesma Faculdade, entre 1985 e 1986.
Militante e dirigente da Juventude e do Partido Popular Monárquico, onde foi membro das suas Comissão Executiva e Comissão Política Nacional, foi igualmente secretário-geral da Associação Movimento Alfacinha, a partir de 1992, e concorreu à presidência da Câmara Municipal de Lisboa, nas eleições autárquicas intercalares para a C.M.L. de 2007. Antes fora eleito deputado municipal à Assembleia Municipal de Lisboa.
Foi deputado à Assembleia da República, eleito nas legislativas de 2005, ao abrigo do acordo de incidência política e parlamentar assinado entre o MPT e o PSD, quando este partido era chefiado por Pedro Santana Lopes. Foi líder do MPT - Partido da Terra entre março de 2009 e novembro de 2011. Após a sua desfiliação do MPT, esteve entre os fundadores do Nós, Cidadãos!, de que foi presidente da Mesa do Congresso. 
Foi vice-presidente da Mesa da Assembleia-Geral do IDP Instituto da Democracia Portuguesa e presidente da Mesa da Assembleia Geral do Instituto do Direito Público. 
Foi coautor do manifesto "Instaurar a Democracia, Restaurar a Monarquia", em fevereiro de 2012 e membro do Grande Conselho do Movimento 1º de Dezembro, pela defesa e restauração do feriado nacional do 1º de Dezembro.
Esteve entre os fundadores, tendo sido membro do Conselho Político Estratégico e do Senado do partido Aliança, partido que abandonou em 2020.
Foi Presidente da Direção da Causa Real entre março de 2022 e maio de 2025.